# Secteur de Lacérède
Secteur de Lacérède este o arie protejată (sit de importanță comunitară — SCI) din Franța întinsă pe o suprafață de 176 ha, integral pe uscat.

## Localizare
Centrul sitului Secteur de Lacérède este situat la coordonatele 44°46′25″N 1°47′25″E / 44.77361°N 1.79028°E.

## Înființare
Situl Secteur de Lacérède a fost declarat arie specială de conservare în baza directivei 92/43 din 1992 referitoare la conservarea habitatelor naturale și a faunei și florei sălbatice pentru a proteja 1 specie de animale.

## Biodiversitate
Situată în ecoregiunea continentală, aria protejată conține 2 habitate naturale: Pajiști uscate seminaturale și facies de acoperire cu tufișuri pe substraturi calcaroase (Festuco-Brometalia) (* situri importante pentru orhidee), Fânețe de joasă altitudine (Alopecurus pratensis, Sanguisorba officinalis).
La baza desemnării sitului se află o specie protejată de  nevertebrate: Osmoderma eremita.
Pe lângă speciile protejate, pe teritoriul sitului au mai fost identificate 5 specii de păsări, 5 specii de nevertebrate.